# Шемчишин Володимир Павлович
Володи́мир Па́влович Шемчи́шин (2 січня 1952, Кацмазів Жмеринського району Вінницької області) — заступник Голови ВСЦ ЄХБ.
Покаявся і прийняв хрещення по вірі в 1970 р. 1986 року рукопокладений на пасторське служіння в церкві м. Іллічівськ (сьогодні Чорноморськ), Одеської області. У 1994 р. обраний старшим пресвітером по Одеській області. З 1999 р. — президент Одеської міжнародної богословської семінарії. Був депутатом обласної ради від блоку Юлії Тимошенко. У 2006 р. на 25-му з'їзді обраний заступником Голови ВСЦ ЄХБ.
Одружений, має дочку та двох синів.